# 北垣底遗址
北垣底遗址，位于山西省吕梁市汾阳市城西3.5公里处栗家庄乡北垣底村西南的丘陵地带，是中华人民共和国山西省文物保护单位之一。
1986年8月18日，授予山西省文物保护单位，是一座古遗址。